# Yakoun River
Yakoun River är ett vattendrag i Kanada.   Det ligger i North Coast Regional District och provinsen British Columbia, i den sydvästra delen av landet, 4 100 km väster om huvudstaden Ottawa.
I omgivningarna runt Yakoun River växer i huvudsak barrskog. Trakten runt Yakoun River är nära nog obefolkad, med mindre än två invånare per kvadratkilometer.